# Tom Aspinall
Thomas Paul Aspinall (Salford, Gran Mánchester, Inglaterra, 11 de abril de 1993), más conocido como Tom Aspinall, es un artista marcial mixto británico que compite en la división de peso pesado de la Ultimate Fighting Championship (UFC), donde ostenta el título de Campeón de Peso Pesado de la UFC desde el 21 de junio de 2025, tras ser el campeón interino desde noviembre de 2023. Actualmente se encuentra en la posición #9 del ranking libra por libra.

## Primeros años
Nacido en el seno de una familia polaco-inglesa, siguiendo los pasos de su padre, comenzó a entrenar artes marciales a la edad de siete años. Después de entrenar también la lucha libre y el boxeo, hizo la transición al jiu-jitsu brasileño. Ha ganado el Abierto Británico de jiu-jitsu brasileño en todas las clases de cinturón excepto en la de cinturón negro. Cuando su padre se convirtió en el instructor de jiu-jitsu del equipo Kaobon, Tom se interesó por las artes marciales mixtas y finalmente se introdujo en este deporte. En el año siguiente a completar la escuela a los 16 años, Aspinall creció desde 5 pies 8 pulgadas (1.73 cm) hasta 6 pies 5 pulgadas (1.96 cm), lo que le causó intensos dolores de crecimiento.

## Carrera de artes marciales mixtas

### Carrera temprana
Tras una exitosa carrera amateur, Aspinall acumuló un récord profesional de 5-2 antes de tener problemas para encontrar combates. Recurrió al boxeo profesional y, tras un paréntesis de dos años y medio en las artes marciales mixtas profesionales, firmó un contrato de cinco combates con Cage Warriors. También recibió una oferta de contrato de Ultimate Fighting Championship, pero no se sentía preparado para la organización y la rechazó. Tras dos finales rápidos en Cage Warriors, acabó firmando con la UFC.

### Ultimate Fighting Championship
Se esperaba que hiciera su debut en la UFC contra Raphael Pessoa el 21 de marzo de 2020 en UFC Fight Night: Woodley vs. Edwards. Sin embargo, Pessoa se retiró del combate alegando una lesión y fue sustituido por Jake Collier. Sin embargo, debido a la pandemia de COVID-19, el evento fue cancelado. Posteriormente, el emparejamiento quedó intacto y tuvo lugar el 25 de julio de 2020 en UFC on ESPN: Whittaker vs. Till. Ganó el combate por TKO en el primer asalto. Esta victoria le valió el premio a la Actuación de la Noche.
Se esperaba que se enfrentara a Sergey Spivak el 11 de octubre de 2020 en UFC Fight Night: Moraes vs. Sandhagen. Sin embargo, Spivak se retiró del combate por razones no reveladas y fue sustituido por Alan Baudot. Ganó el combate por TKO en el primer asalto.
Aspinall se enfrentó a Andrei Arlovski el 20 de febrero de 2021 en UFC Fight Night: Blaydes vs. Lewis. Ganó el combate por sumisión en el segundo asalto. Esta victoria le valió el premio a la Actuación de la Noche.
Aspinall se esperaba que se enfrentara a Sergei Pavlovich el 4 de septiembre de 2021 en UFC Fight Night: Brunson vs. Till. Sin embargo, Pavlovich fue retirado de la cartelera a finales de agosto debido a supuestos problemas de visa que restringían su capacidad para viajar y fue sustituido por Sergey Spivak. Ganó el combate por TKO en el primer asalto. Esta victoria le valió el premio a la Actuación de la Noche.
Se esperaba que se enfrentara a Shamil Abdurakhimov el 19 de marzo de 2022 en UFC Fight Night: Volkov vs. Aspinall. Sin embargo, el 21 de enero de 2022 se anunció que se enfrentaría a Aleksandr Vólkov. Ganó el combate por sumisión en el primer asalto. Esta victoria le valió el premio a la Actuación de la Noche.
Se enfrentó a Curtis Blaydes el 23 de julio de 2022 en UFC Fight Night: Blaydes vs. Aspinall. Perdió el combate por TKO en el primer asalto.
Aspinall se enfrentó a Marcin Tybura el 22 de julio de 2023 en UFC Fight Night: Aspinall vs. Tybura. Ganó el combate por TKO en el primer asalto. Esta victoria le valió el premio a la Actuación de la Noche.
Con dos semanas de antelación, Aspinall se enfrentó a Sergei Pavlovich por el Campeonato Interino de Peso Pesado de UFC el 11 de noviembre de 2023, en UFC 295 debido a que Jon Jones se lesionó y se canceló su pelea contra Stipe Miocic. Ganó por nocaut en el primer asalto en poco más de un minuto y la victoria le valió el premio Actuación de la Noche.
Aspinall enfrentó a Curtis Blaydes el 27 de julio de 2024 en UFC 304 ganando por KO a los 60 segundos del primer asalto.
El 21 de junio de 2025 Dana White presidente de la UFC anunció que al haberse retirado Jon Jones, Aspinall pasaba a ser el Campeón Mundial de Peso Pesado de UFC.

## Vida personal
Aspinall nació de sus padres Tracey y Andy y creció en Atherton, Gran Manchester.  Está casado con su esposa polaca, Justynagro, con quien tiene dos hijos y una hija. Uno de sus hijos ha sido diagnosticado con autismo. Aspinall puede hablar algo de polaco y dice que se siente muy cercano a Polonia debido a su esposa y a sus hijos medio polacos.

## Campeonatos y logros

### Artes marciales mixtas
- Ultimate Fighting Championship
  - Campeón Interino de Peso Pesado de UFC (Una vez)
  - Campeón indiscutido de Peso Pesado de UFC (una vez, actual)
  - Actuación de la Noche (seis veces) vs. Jake Collier, Andrei Arlovski, Sergey Spivak, Aleksandr Vólkov, Marcin Tybura y Sergei Pavlovich[15][21][25][29][34][36]

## Récord en artes marciales mixtas
| Resultado | Récord | Oponente            | Método                                      | Evento                                | Fecha                    | Ronda | Tiempo | Localización      | Notas                                                                        |
| --------- | ------ | ------------------- | ------------------------------------------- | ------------------------------------- | ------------------------ | ----- | ------ | ----------------- | ---------------------------------------------------------------------------- |
|           |        | Ciryl Gane          |                                             | UFC 321                               | 25 de octubre de 2025    |       |        | Abu Dabi          | Defendiendo el Campeonato de Peso Pesado de UFC                              |
| Victoria  | 15-3   | Curtis Blaydes      | TKO (puñetazos)                             | UFC 304                               | 27 de julio de 2024      | 1     | 1:01   | Manchester        | Defendió el Campeonato Interino de Peso Pesado de UFC                        |
| Victoria  | 14-3   | Sergei Pavlovich    | KO (puñetazos)                              | UFC 295                               | 11 de noviembre de 2023  | 1     | 1:09   | Nueva York        | Ganó el Campeonato Interino de Peso Pesado de la UFC. Actuación de la noche. |
| Victoria  | 13-3   | Marcin Tybura       | TKO (codazo y puñetazos)                    | UFC Fight Night: Aspinall vs. Tybura  | 22 de julio de 2023      | 1     | 1:13   | Londres           | Actuación de la noche.                                                       |
| Derrota   | 12-3   | Curtis Blaydes      | TKO (lesión de rodilla)                     | UFC Fight Night: Blaydes vs. Aspinall | 23 de julio de 2022      | 1     | 0:15   | Londres           |                                                                              |
| Victoria  | 12-2   | Aleksandr Vólkov    | Sumisión (barra de brazo recta)             | UFC Fight Night: Volkov vs. Aspinall  | 19 de marzo de 2022      | 1     | 3:45   | Londres           | Actuación de la Noche.                                                       |
| Victoria  | 11-2   | Sergey Spivak       | TKO (codazo y puñetazos)                    | UFC Fight Night: Brunson vs. Till     | 4 de septiembre de 2021  | 1     | 2:30   | Las Vegas, Nevada | Actuación de la Noche.                                                       |
| Victoria  | 10-2   | Andrei Arlovski     | Sumisión (estrangulamiento por detrás)      | UFC Fight Night: Blaydes vs. Lewis    | 20 de febrero de 2021    | 2     | 1:09   | Las Vegas, Nevada | Actuación de la Noche.                                                       |
| Victoria  | 9-2    | Alan Baudot         | TKO (codazos y puñetazos)                   | UFC Fight Night: Moraes vs. Sandhagen | 10 de octubre de 2020    | 1     | 1:35   | Abu Dhabi         |                                                                              |
| Victoria  | 8-2    | Jake Collier        | TKO (rodillazo y puñetazos)                 | UFC on ESPN: Whittaker vs. Till       | 26 de julio de 2020      | 1     | 0:45   | Abu Dhabi         | Actuación de la Noche.                                                       |
| Victoria  | 7-2    | Mickael Ben Hamouda | TKO (puñetazos)                             | Cage Warriors 107                     | 28 de septiembre de 2019 | 1     | 0:56   | Liverpool         |                                                                              |
| Victoria  | 6-2    | Sofiane Boukichou   | TKO (lesión en la pierna)                   | Cage Warriors 101                     | 16 de febrero de 2019    | 1     | 1:21   | Liverpool         |                                                                              |
| Victoria  | 5-2    | Kamil Bazelak       | KO (puñetazo)                               | Full Contact Contender 16             | 18 de junio de 2016      | 1     | 1:16   | Bolton            |                                                                              |
| Derrota   | 4-2    | Łukasz Parobiec     | Descalificación (codazo ilegal hacia abajo) | BAMMA 25                              | 14 de mayo de 2016       | 2     | 3:33   | Birmingham        |                                                                              |
| Victoria  | 4-1    | Adrian Ruskac       | TKO (puñetazos)                             | Full Contact Contender 15             | 5 de marzo de 2016       | 1     | 1:05   | Bolton            |                                                                              |
| Derrota   | 3-1    | Stuart Austin       | Sumisión (gancho de talón)                  | BAMMA 21                              | 13 de junio de 2015      | 2     | 3:59   | Birmingham        |                                                                              |
| Victoria  | 3-0    | Satisch Jhamai      | TKO (puñetazos)                             | BAMMA 19                              | 28 de marzo de 2015      | 1     | 0:09   | Blackpool         |                                                                              |
| Victoria  | 2-0    | Ricky King          | Sumisión (gancho de talón)                  | BAMMA 18                              | 21 de febrero de 2015    | 1     | 0:49   | Wolverhampton     |                                                                              |
| Victoria  | 1-0    | Michał Piszczek     | TKO (sumisión a puñetazos)                  | MMA Versus UK                         | 13 de diciembre de 2014  | 1     | 0:15   | Mánchester        |                                                                              |

## Récord en boxeo profesional
| Record Profesional | Record Profesional | Record Profesional |
| 1 Pelea            | 1 Victoria         | 0 Derrotas         |
| Nocaut             | 1                  | 0                  |
| ------------------ | ------------------ | ------------------ |

| Resultado | Récord | Oponente      | Método | Fecha               | Ronda | Tiempo | Localización                  | Notas |
| --------- | ------ | ------------- | ------ | ------------------- | ----- | ------ | ----------------------------- | ----- |
| Victoria  | 1-0    | Tamas Bajzath | KO     | 24 de junio de 2017 | 1 (4) | 1:24   | Wythenshawe Forum, Manchester |       |